# (10459) Vladichaika
(10459) Vladichaika es un asteroide perteneciente al cinturón de asteroides, descubierto el 27 de septiembre de 1978 por la astrónoma soviética Liudmila Chernyj desde el Observatorio Astrofísico de Crimea.

## Designación y nombre
Designado provisionalmente como 1978 SJ5. Fue nombrado Vladichaika en honor al arquitecto ucraniano Vladímir Dmítrievich Chaika.